# GPS-Spoofing
Unter GPS-Spoofing versteht man das Aussenden von Störsignalen, welche das NAVSTAR-GPS-Signal imitieren.
Dabei werden im Gegensatz zum GPS-Jammer formal gültige, aber falsche Positionsdaten erzeugt und übertragen. Diese Störsender werden, da sie meistens am Erdboden in Betrieb genommen werden und das Signal von Satelliten nachbilden, auch als Pseudolit bezeichnet. Betroffen hiervon sind sowohl zivile als auch militärische Empfänger.
Das Ziel ist, den Empfang von GPS-Signalen nicht nur zu stören, wie es bei GPS-Jammern der Fall ist, sondern GPS-Empfänger derart zu täuschen, dass falsche Positionsangaben die Folge sind. Im Idealfall sind es falsche Positionsdaten, welche seitens des Empfangsgerätes ohne zusätzliche und GPS-unabhängige Navigation nicht einfach erkannt werden können. Bei den technisch wesentlich einfacheren GPS-Jammern ist der Ausfall des GPS-Empfanges am Empfangsgerät trivial erkennbar und der Benutzer kann dann auf den Ausfall reagieren.
Zu diesem Zweck wird beim Spoofing auf der gleichen Frequenz gesendet wie auch die GPS-Satelliten und deren Signale überlagert. Dabei kann entweder nur das Signal eines oder das mehrerer GPS-Satelliten zugleich durch die Fälschungen überlagert werden.

## Allgemeines
Da die Positionsbestimmung bei GPS auf einer sehr genauen Zeitmessung (Laufzeitmessung) beruht, ist es nicht trivial, sowohl gültige, falsche als auch plausible Positionsdaten am Punkt des zu beeinflussenden GPS-Empfängers zu erzeugen. GPS-Spoofing ist technisch wesentlich aufwendiger als GPS-Jamming und umfasst neben der für die Erzeugung der GPS-Signale notwendigen digitalen Signalverarbeitung auch eine sehr genaue Zeitbasis, beispielsweise in Form einer Atomuhr. Außerdem ist es nötig, die Abstände zu den zu störenden Empfangsgeräten zu kennen, da nur so plausible Positionsdaten erzeugt werden können.
Laut der britischen BBC betragen die Kosten für die Ausrüstung zum GPS-Spoofing Mitte 2012 nur noch ca. 1000 Dollar. Ein Jahr später bezifferte ein Online-Artikel des Fox News Channels die Kosten auf 3000 US-$. Aktuell (2016) ist neben einem handelsüblichen PC ein Software Defined Radio im Wert ab einiger hundert EUR nötig, sowie das im Quellcode verfügbare Projekt gps-sdr-sim. Damit lässt sich anhand der frei verfügbaren Ephemeriden eine komplette Konstellation mit bis zu zwölf virtuellen Satelliten erzeugen und aussenden, bei frei wählbarer Position und Zeitaussendung. 
Abhilfe gegen GPS-Spoofing und auch GPS-Jamming bieten unter anderem richtungsempfindliche Empfangsantennen, welche die GPS-Signale nur von den GPS-Satelliten, also von oben, empfangen, und Störsignale, welche von Pseudoliten und aus Bodennähe kommen, stark unterdrücken.

## Bekannte Anwendungen

### Vereinigte Staaten
Im Juni 2013 führten Forscher der Universität Texas einen erfolgreichen Angriff auf eine 65 Meter lange Luxusjacht aus, welche sich auf dem Weg von Monaco nach Rhodos befand. Der Eigentümer des Schiffes war eingeweiht und erlaubte den Forschern diesen Eingriff. Mit einem ungefähr aktenkoffergroßen Gerät an Bord des Schiffes konnten die beiden GPS-Empfänger getäuscht werden. Die falschen Signale vermittelten dem Navigationssystem eine leicht verschobene Position der Yacht. Daraufhin korrigierte die Crew die Richtung, bis sich das Schiff wieder auf dem, laut Navigationssystem, korrekten Kurs befand. Da das Schiff aber tatsächlich noch auf Kurs war, führte die vermeintliche Korrektur zum Verlassen des Kurses. Denselben Forschern gelang es bereits im Juni 2012, eine zivile Drohne mithilfe von GPS-Spoofing zu kontrollieren.

### Russland
Die in den USA registrierte NGO C4ADS veröffentlichte im April 2019 einen Bericht, dem zufolge zwischen Februar 2016 und November 2018 insgesamt 9983 Spoofing-Vorfälle belegt worden seien, bei denen GNSS-Signale bewusst gestört und verfälscht worden seien. Der Nachweis sei den Forschern im Auftrag durch C4ADS mit der Beobachtung von oben gelungen: Durch die Auswertung von Daten, die auf der Internationalen Raumstation mit einem Spezialsensor aufgezeichnet worden waren.
Laut Medienberichten dokumentiert die Datensammlung, dass Russland das von Satelliten ausgesendete GNSS-Signal mit starken landgestützten Sendeanlagen stört bzw. zur Manipulation die Positionsinformation gezielt verändert. Damit wird, was das Ziel von Spoofing darstellt, die Positionsbestimmung mittels GNSS unbrauchbar gemacht.
Laut der NGO-Quelle C4ADS mussten im Beobachtungszeitraum 1311 Schiffe in russischen Gewässern ihren Kurs korrigieren, weil die satellitengesteuerten Navigationssysteme verfälscht wurden. Besonders häufig sei das Phänomen in Syrien, auf der Krim sowie bei russischen Flughäfen und Häfen registriert worden. Zudem werde der Grenzverlauf zu den NATO-Staaten und die Position militärischer Einrichtungen Russlands verfälscht. So sei die Fälschung des GNSS-Signals unter anderem im März 2018 auf der Krim deutlich zutage getreten, als sich Putin zur Feier des Referendums dort befunden hat. Die tatsächlichen Bewegungen und Aufenthaltsorte habe man durch Augenzeugen, Luftaufklärung und den Spezialsensor der ISS präzise nachweisen können.

### Nordkorea
Das südkoreanische Militär warf Nordkorea im November 2024 vor, GPS-Systeme von Schiffen und Flugzeugen im Westen der koreanischen Halbinsel gestört zu haben. Nach Angaben des Generalstabs von Südkorea sei es bei mehreren Schiffen und Dutzenden zivilen Flugzeugen zu Betriebsstörungen gekommen. Demnach seien die Manipulationen in der Nähe der nordkoreanischen Städte Kaesong und Haeju festgestellt worden.